# Municipio de Joshua
El municipio de Joshua (en inglés: Joshua Township) es un municipio ubicado en el condado de Fulton en el estado estadounidense de Illinois. En el año 2010 tenía una población de 510 habitantes y una densidad poblacional de 5,54 personas por km².

## Geografía
El municipio de Joshua se encuentra ubicado en las coordenadas 40°35′21″N 90°9′28″O / 40.58917, -90.15778. Según la Oficina del Censo de los Estados Unidos, el municipio tiene una superficie total de 92.02 km², de la cual 90,22 km² corresponden a tierra firme y (1,96 %) 1,8 km² es agua.

## Demografía
Según el censo de 2010, había 510 personas residiendo en el municipio de Joshua. La densidad de población era de 5,54 hab./km². De los 510 habitantes, el municipio de Joshua estaba compuesto por el 99,41 % blancos, el 0,2 % eran amerindios y el 0,39 % eran de una mezcla de razas. Del total de la población el 0 % eran hispanos o latinos de cualquier raza.